# (469705) 2005 EF298
2005 إي أف 298 (ويعرف أيضًا باسم (469705) 2005 إي أف 298 وفق تسمية الكوكب الصغير) (بالإنجليزية: 2005 EF298)‏ هو كويكب ضمن حزام الكويكبات؛ وترتيبه 469705 من حيث الاكتشاف.
اكتُشف هذا الجُرم الفلكي بواسطة مارك ويليام بوي في 11 مارس 2005.

## وصلات خارجية
- (469705) 2005 EF298 في قاعدة بيانات مختبر الدفع النفاث لأجرام النظام الشمسي الصغيرة

- الاكتشاف · مخطط المدار ·  العناصر المدارية · المعلمات المادية

- (469705) 2005 EF298 على موقع ويكي سكاي: DSS2, SDSS, GALEX, IRAS, Hydrogen α, X-Ray, Astrophoto, Sky Map, Articles and images